# Hermann Ried

Hermann Ried

Hermann Ried (* 20. November 1895 in München; † 1979) war ein deutscher Politiker (NSDAP).

## Leben
Nach dem Besuch des Realgymnasiums in München absolvierte Ried eine kaufmännische Lehre. Bis zum Ausbruch des Ersten Weltkriegs weilte er zu Fortbildungszwecken in England. Am Krieg nahm er mit der Bayerischen Feldartillerie-Regiment Nr. 7 teil. Von Januar bis Februar 1918 kämpfte er an der Front in Frankreich, Galizien, Rumänien und in der Bukowina. Im März 1917 wurde er zum Leutnant der Reserve ernannt. Von April bis Mai 1919 gehörte Ried dem Freikorps Epp und anschließend bis Oktober 1919 dem Bayerischen 1. Artillerie-Regiment Nr. 21 an.
Ried trat zum 1. November 1931 der NSDAP bei (Mitgliedsnummer 676.821). Er gehörte ab Juni 1933 dem Reichsrevisionsamt der Partei an und wurde Anfang Oktober 1934 zum Reichsoberrevisor ernannt. Ab Anfang Januar 1936 wurde zum Beauftragten in Revisionsangelegenheiten beim Reichsschatzmeister der NSDAP in Berlin für den Gau Groß-Berlin, Kurmark sowie Auslandsorganisationen. Ab Mitte Juni 1938 fungierte er als Sonderbeauftragter beim Reichsschatzmeister für Berlin.
Ried trat am 22. Februar 1943 im Nachrückverfahren für den Abgeordneten Karl Janowsky in den nationalsozialistischen Reichstag ein, in dem er bis zum Ende der NS-Herrschaft den Wahlkreis 10 (Magdeburg) vertrat.